# Offscreen
Offscreen is een uit het Engels afgeleide scenarioterm; in scenario's afgekort tot "O.S." betekent het buiten beeld, offstage.
Vaak komt het in een script voor om aan te duiden dat er geluiden buiten beeld, buiten het frame van de film, hoorbaar zijn. Het speelt zich af buiten het gezichtsveld van de film- of tv-kijker.

## Bron
- Cattrysse, Patrick - Handboek Scenarioschrijven, p. 170, Garant, tweede druk 1998